# Мостище (Смолевицький район, Озерицько-Слобідська сільська рада)
Мостище (біл. вёска Масцішча) — село в складі Смолевицького району Мінської області, Білорусь. Село підпорядковане Озерицько-Слобідській сільській раді, розташоване в центральній частині області.